# Alexis Smith
Alexis Smith (Penticton, Colúmbia Britânica, 8 de junho de 1921 - Los Angeles, Califórnia, 9 de junho de 1993) foi uma atriz canadense de cinema e teatro que fez carreira em Hollywood.

## Vida e carreira
Nascida no Canadá, Alexis passou a infância em Los Angeles, onde estudou e venceu concursos escolares de dança. Descoberta por um olheiro, assinou com a Warner, onde faria a maior parte de seus filmes. Estreou em 1940, em uma ponta não creditada do drama B Lady with Red Hair. Depois de vários outros papéis anônimos, seu nome finalmente apareceu nas telas no ano seguinte, em Dive Bomber, estrelado por Errol Flynn, ao lado de quem faria vários outros filmes nos anos seguintes.
Alexis era "esculturalmente bela, com lindos olhos azuis esverdeados e um sorriso esplendoroso. Tinha também um saboroso e raro senso de humor". No entanto, sua ascensão foi lenta: praticamente sem experiência como atriz, descrita no início como "uma bela estátua de mármore", somente quando se aproximava dos cinquenta anos teve seu talento reconhecido pela comunidade cinematográfica. Outra dificuldade que teve de enfrentar foi sua altura, considerada excessiva na época: seus 1,75 metros intimidavam os atores, que tinham medo de parecer ridículos em sua presença. Alguns truques foram utilizados, como filmá-la sem sapatos ou fazer com que seus parceiros atuassem com uma lista telefônica sob os pés.
Na década de 1940 fez westerns com Errol Flynn (San Antonio/1945 e Montana/1949), Ronald Reagan (Stallion Road/1947) e Joel McCrea (South of St. Louis/1949), mas não se prendeu ao gênero, tendo contracenado também com Fredric March em The Adventures of Mark Twain (1944), biografia do famoso escritor, Paul Henreid no drama Of Human Bondage (1946), baseado no romance de  Somerset Maugham, Robert Alda em Rhapsody in Blue (1946), biografia de George Gershwin e Humphrey Bogart nos noirs Conflict (1945) e The Two Mrs. Carrolls (1947).
Alexis deixou Hollywood em 1959 para priorizar sua carreira na televisão e no teatro. Neste, apareceu em diversas peças ao lado do marido Craig Stevens, famoso pela série de TV Peter Gunn. Em 1972, recebeu um prêmio Tony pelo seu trabalho no musical da Broadway Follies. Na TV, fez filmes e foi atriz convidada em séries como The Defenders, Michael Shayne, The Love Boat, Cheers e Dallas. Voltou ao cinema em 1975, para rodar Once Is Not Enough, baseado no best-seller de Jacqueline Susann, e acabou fazendo vários outros filmes. Sua última aparição ante as câmeras, em The Age of Innocence (1993), de Martin Scorsese, foi vivamente saudada por Paulo Francis, que, em meio a um elenco feminino encabeçado por Michelle Pfeiffer e Winona Ryder,  considerou-a a mulher mais bonita na tela. Na época ela já contava 71 anos.
Seu casamento com Craig Stevens durou de 1944 até à sua morte ocasionada por um tumor cerebral, um dia após completar 72 anos de idade. Não tiveram filhos.

## Filmografia[1]
| Ano  | Nome original                           | Nome PT/BR                    | Nome PT/PT              | Notas              |
| ---- | --------------------------------------- | ----------------------------- | ----------------------- | ------------------ |
| 1940 | The Lady with Red Hair                  | A Mulher de Cabelo Vermelho   |                         | Não creditada      |
| 1940 | She Couldn't Say No                     |                               |                         | Não creditada      |
| 1941 | Affectionately Yours                    | Afetuosamente Tua             |                         | Não creditada      |
| 1941 | Singapore Woman                         | Mulher Fatídica               |                         | Não creditada      |
| 1941 | Three Sons O'Guns                       |                               |                         | Não creditada      |
| 1941 | Passage from Hong Kong                  |                               |                         | Não creditada      |
| 1941 | Flight from Destiny                     | Fugindo do Destino            |                         | Não creditada      |
| 1941 | Steel Against the Sky                   |                               |                         | Não creditada      |
| 1941 | The Great Mr. Nobody                    |                               |                         | Não creditada      |
| 1941 | Here Comes Happiness                    |                               |                         | Não creditada      |
| 1941 | Dive Bombers                            | Demônios do Céu               |                         |                    |
| 1941 | The Smiling Ghost                       | O Fantasma Risonho            |                         | Não creditada      |
| 1942 | Gentleman Jim                           | O Ídolo Público               | O Ídolo do Público      | Com Errol Flynn    |
| 1943 | The Constant Nymph                      | De Amor Também Se Morre       | De Amor Também Se Morre |                    |
| 1943 | Thank Your Lucky Stars                  | Graças à Minha Boa Estrela    |                         | Não creditada      |
| 1944 | Hollywood Canteen                       | Um Sonho em Hollywood         |                         | Como ela mesma     |
| 1944 | The Adventures of Mark Twain            | As Aventuras de Mark Twain    |                         |                    |
| 1944 | The Doughgirls                          |                               |                         |                    |
| 1945 | Rhapsody in Blue                        | Rapsódia Azul                 |                         |                    |
| 1945 | Conflict                                | Conflitos d'Alma              |                         |                    |
| 1945 | San Antonio                             | Cidade Sem Lei                |                         |                    |
| 1945 | The Horn Blows at Midnight              |                               |                         |                    |
| 1946 | One More Tomorrow                       | Entre Dois Corações           |                         |                    |
| 1946 | Of Human Bondage                        | Servidão Humana               |                         |                    |
| 1946 | Night and Day                           | Canção Inesquecível           |                         |                    |
| 1947 | Stallion Road                           | Razões do Coração             |                         |                    |
| 1947 | The Two Mrs. Carrolls                   | Inspiração Trágica            |                         |                    |
| 1948 | The Woman in White                      | A Mulher de Branco            |                         |                    |
| 1948 | The Decision of Christopher Blake       | O Poder da Inocência          |                         |                    |
| 1948 | Whiplash                                |                               |                         |                    |
| 1949 | South of St. Louis                      | Mercadores de Intrigas        |                         |                    |
| 1949 | Any Number Can Play                     | Quando Morre uma Ilusão       |                         | Com Clark Gable    |
| 1949 | One Last Fling                          |                               |                         |                    |
| 1949 | Montana                                 | Montana, Terra Proibida       |                         |                    |
| 1950 | Undercover Girl                         | Na Sombra do Crime            |                         |                    |
| 1950 | Wyoming Mail                            | A Fogo e Sangue               |                         |                    |
| 1951 | Here Comes the Groom                    | Órfãos da Tempestade          |                         | Com Bing Crosby    |
| 1951 | Cave of Outlaws                         | O Segredo das Cavernas        |                         |                    |
| 1952 | The Turning Point                       | Tributo de Sangue             |                         |                    |
| 1953 | Split Second                            | Suplício de um Condenado      | Nunca Fomos Cobardes    |                    |
| 1954 | The Sleeping Tiger                      | O Monstro de Londres          | A Fera Adormecida       |                    |
| 1955 | The Eternal Sea                         | Gigante dos Mares             | O Gigante dos Mares     |                    |
| 1957 | Beau James                              | O Prefeito Se Diverte         |                         | Com Bob Hope       |
| 1958 | This Happy Feeling                      | Tudo Pelo Teu Amor            |                         |                    |
| 1959 | The Young Philadelphians                | O Moço de Filadélfia          |                         | Com Paul Newman    |
| 1973 | Nightside                               |                               |                         | TV                 |
| 1975 | Once Is Not Enough                      | Uma Vez Só Não Basta          |                         |                    |
| 1976 | The Little Girl Who Lives Down the Lane | A Menina do Outro Lado da Rua | A Garota do Fim da Rua  |                    |
| 1978 | Casey's Shadow                          | Unidos por um Ideal           | Desejo de Vencer        |                    |
| 1982 | La Truite                               |                               | Uma Estranha Mulher     | Produção francesa  |
| 1985 | A Death in California                   | Morte na Califórnia           |                         | TV                 |
| 1986 | Tough Guys                              | Os Últimos Durões             | Os Duros                | Com Burt Lancaster |
| 1986 | Dress Gray                              | Código de Honra               |                         | TV                 |
| 1988 | Marcus Welby, M. D.: A Holiday Affair   |                               |                         | TV                 |
| 1990 | Lola                                    |                               |                         | TV                 |
| 1993 | The Age of Innocence                    | A Época da Inocência          | A Idade da Inocência    |                    |